# 俄罗斯方块 (电影)
是一部2023年英美合拍的传记驚悚电影，由乔·S·布拉德执导、诺亚·平克编写剧本，泰隆·艾奇頓、尼基塔·叶甫列莫夫、索菲娅·莱贝德娃、安东尼·博伊尔和托比·琼斯等人主演。电影改编自知名电子游戏《俄罗斯方块》的版权争夺：在1980年代冷战末期，多家公司争相为获得知名电子游戏《俄罗斯方块》的版权和当时苏联当局进行谈判。
《俄罗斯方块》由苹果的苹果工作室参与制片，2023年3月15日于西南偏南上进行了全球首映，并与同年3月31日独家登陆苹果的流视频服务AppleTV+。

## 劇情
1988年，在拉斯維加斯的消費電子展上，亨克·羅傑斯，防弹软件的創辦人，被蘇聯程式設計師阿列克谢·帕基特诺夫開發的遊戲《俄羅斯方塊》吸引。該遊戲由蘇聯政府旗下的ELORG公司持有版權。亨克向銀行經理解釋，仙女座軟體（Andromeda Software）負責人勞勃·施泰因（Robert Stein）從ELORG取得了全球發行權，並將權利賣給了罗伯特·麦克斯韦和他兒子、鏡報集團（Mirrorsoft）CEO凱文·麥克斯韋，以進行分潤。鏡報集團報業公司的代表在CES上則將《俄羅斯方塊》在日本的PC、家用主機和街機的發行權賣給了亨克。
亨克隨後與任天堂總裁山内溥洽談，提議合作推出《俄羅斯方塊》的红白机和街機版本。不久後，亨克接到凱文·麥克斯韋的電話，告知街機的發行權已經給了世嘉。亨克回到山內溥的辦公室，要求提前支付版稅，但卻被送到任天堂美國總部，並在那裡看到了即將推出的GameBoy掌機。
任天堂原本計劃將GameBoy和《超級瑪利歐樂園》捆綁銷售，但亨克主張《俄羅斯方塊》的簡單耐玩更適合各年齡層玩家。他成功說服了任天堂美國總裁荒川實和法務長霍華德·林肯，將GameBoy捆綁《俄羅斯方塊》上市，並承諾取得掌機的發行權。
為了確保版權，亨克前往倫敦與麥克斯韋父子洽談。勞勃·施泰因答應以2.5萬美元的價格出售掌機版權，但後來卻向雅達利索價10萬美元。於是，亨克決定親赴莫斯科，直接從ELORG取得授權。
抵達莫斯科後，亨克聘請了薩莎（Sasha）作為翻譯，並前往ELORG公司。他展示了《俄羅斯方塊》的紅白機版本，但被ELORG主席尼古拉·貝里科夫（Nikolai Belikov）告知這是非法的，因為仙女座軟體只取得了PC版權。亨克見到遊戲開發者阿列克謝·帕基特諾夫，兩人迅速成為朋友。亨克還協助阿列克謝優化遊戲設計，並一起去莫斯科的夜店。在夜店裡，亨克聽到有人說，愛沙尼亞等地正在反抗蘇聯統治，歌唱革命即將到來。
隨後，亨克、施泰因和凱文·麥克斯韋各自與貝里科夫談判。亨克指出仙女座軟體利用了原合約條款的漏洞，將PC權利擴展到遊戲主機。於是，貝里科夫重新起草合約，將PC定義為「帶有鍵盤、螢幕和磁碟機的設備」，迫使施泰因在不知情的情況下簽下了不利的新合約。
瓦倫丁·特里福諾夫（Valentin Trifonov），苏联共产党中央委员会的高層官員，想從這筆交易中牟利，因此命令（KGB）威脅亨克、阿列克謝及其家人。鏡報集團提出100萬美元的現金交換掌機版權，並給了ELORG一週期限，但無法在限期內付款。任天堂得知雅達利已經推出了未授權版本的《俄羅斯方塊》，於是亨克通知任天堂來莫斯科處理。
麥克斯韋父子試圖遊說米哈伊尔·戈尔巴乔夫干涉交易，但被戈巴契夫無視。當交易完成時，任天堂以500萬美元取得了家用主機和掌機的發行權。KGB企圖阻止亨克帶著合約離開莫斯科，但亨克、荒川實和霍華德·林肯成功登上飛機。在最後一刻，薩莎揭示她是克格勃間諜，並逮捕了特里福諾夫。
亨克回到东京後，GameBoy和《俄羅斯方塊》取得巨大成功。隨著苏联解体，亨克協助阿列克謝的家人移民美國。亨克和阿列克謝共同創辦了「俄羅斯方塊公司」，並至今仍保持著友誼。

## 演员
| 演员              | 角色                | 备注                                                                                         |
| ----------------- | ------------------- | -------------------------------------------------------------------------------------------- |
| 泰隆·艾奇頓       | 亨克·羅傑斯         | 防弹软件（Bullet-Proof Software）创始人，为了拿到《俄罗斯方块》掌机版权而前往苏联            |
| 尼基塔·叶甫列莫夫 | 阿列克谢·帕基特诺夫 | 《俄罗斯方块》设计师                                                                         |
| 托比·琼斯         | 罗伯特·施泰因       | 仙女座软件（Andromeda Software）负责人，为了拿到《俄罗斯方块》电视游戏机和掌机版权而前往苏联 |
| 罗杰·阿拉姆       | 罗伯特·麦克斯韦     | 鏡報集團報業公司总裁，从仙女座软件购买了《俄罗斯方块》电脑版本版权                           |
| 安东尼·博伊尔     | 凱文·麥克斯韋       | 鏡報集團報業公司CEO，为了拿到《俄罗斯方块》版权而前往苏联                                    |
| 索菲娅·莱贝德娃   | 萨莎                | 亨克·罗杰斯在苏联雇用的翻译                                                                  |
| 伊戈尔·格拉布佐夫 | Valentin Trifonov   | 苏共中央委员会委员                                                                           |
| 伊川东吾          | 山内溥              | 任天堂社长，亨克·罗杰斯的合作方                                                              |
| 山村憲之介        | 荒川實              | 任天堂美国社长，亨克·罗杰斯的合作方                                                          |
| 本·迈尔斯         | 霍華德·林肯         | 任天堂美国副总裁及法律顾问，亨克·罗杰斯的合作方                                              |
| 長渕文音          | 明美·罗杰斯         | 亨克·罗杰斯之妻，防弹软件财务                                                                |
| 尹成植            | 拉瑞                | 亨克·罗杰斯的借贷人                                                                          |
| 奥列格·斯特凡     | Nikolai Belikov     | 苏联全联盟电子设备联合会《俄罗斯方块》版权谈判苏方代表                                       |
| 马修·马什         | 米哈伊尔·戈尔巴乔夫 | 苏联总理，与罗伯特·麦克斯韦有私交                                                            |

## 制作
最初在2020年7月，有报道称知名电子游戏《俄罗斯方块》将被拍成电影，影片将聚焦在冷战时期背景下的各方为争夺游戏版权的冲突。电影将由乔·S·布拉德执导，塔伦·埃哲顿主演，他将扮演日后成为俄罗斯方块公司联合创始人的亨克·罗杰斯。塔伦·埃哲顿在2020年8月接受采访时确认了出演该片，并表示本片风格会像《社交网络》。2020年11月，苹果旗下的AppleTV+购买了本片的发行权。韩国女子組合aespa为电影演唱了主题曲《Hold On Tight》，采用了任天堂版《俄罗斯方块》中的经典游戏BGM也是经典俄罗斯民歌《货郎》作为歌曲的采样。